# Alfred Majewski

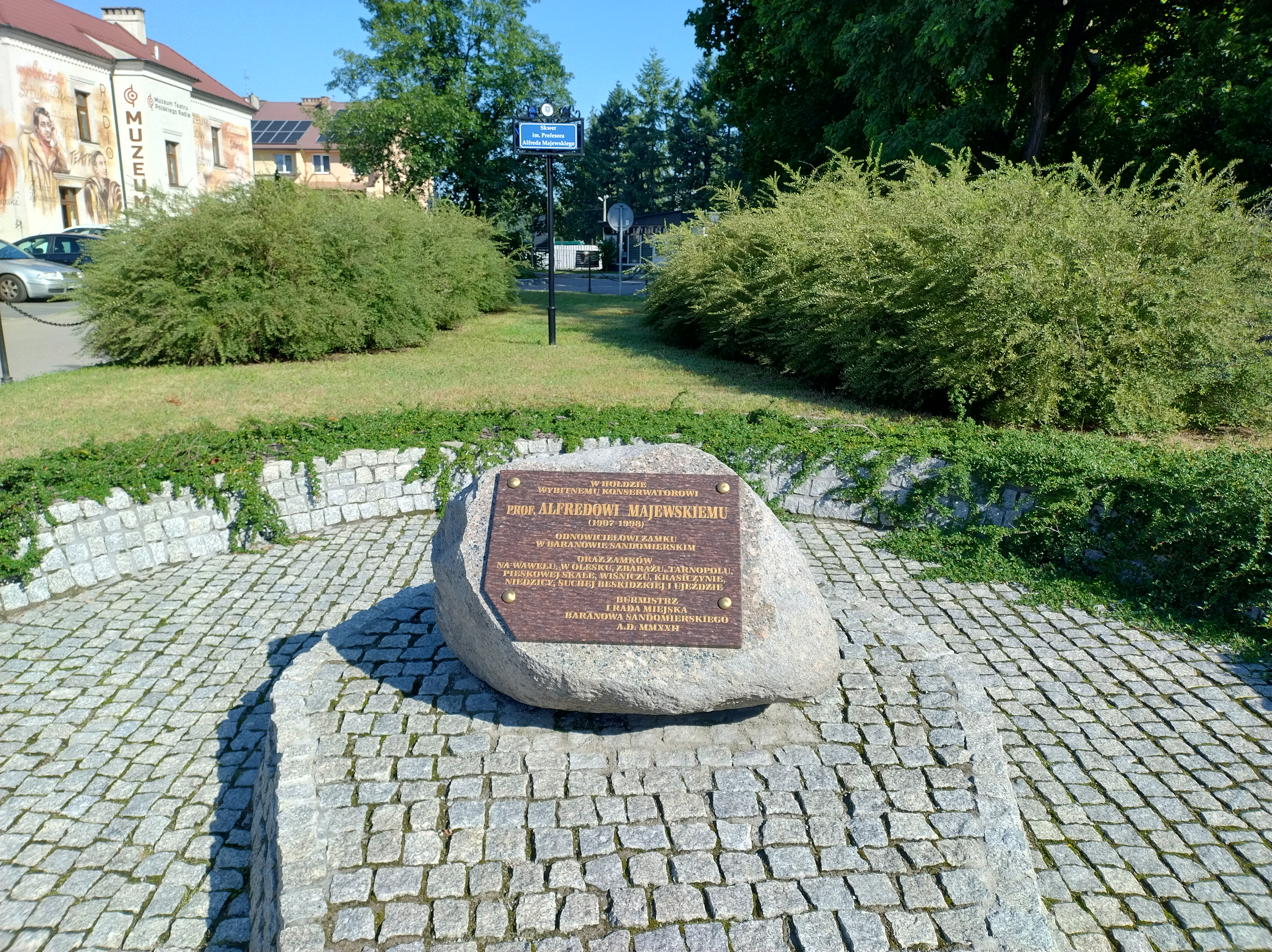
Obelski upamiętniający Alfreda Majewskiego na skwerze jego imienia w Baranowie Sandomierskim

Alfred Majewski (ur. 29 maja 1907 w Kozicach k. Lwowa, zm. 26 kwietnia 1998 w Krakowie) – architekt, konserwator zabytków, profesor Politechniki Krakowskiej.

## Życiorys
W 1932 ukończył studia na Wydziale Architektury Politechniki Lwowskiej, w latach 1933–1939 przebywał w Tarnopolu i zajmował się pracami konserwatorskimi na terenie historycznych zamków Wołynia i Galicji Wschodniej (obecnie Ukraina).
Po wojnie pracował w latach 1945–1947 na Dolnym Śląsku, od 1947 przy odnowie Zamku Królewskiego na Wawelu i wielu innych polskich historycznych zamków i pałaców (Baranów Sandomierski, Krasiczyn, Niedzica, Pieskowa Skała, Sucha Beskidzka, Wiśnicz, Przecław, od lat 70. zabiegał o odbudowę zamku Krzyżtopór). W latach 1951–1983 pełnił funkcję dyrektora Kierownictwa Odnowienia Zamku Królewskiego na Wawelu.
Zajmował w latach 1973–1974 stanowisko generalnego konserwatora zabytków. Był członkiem honorowym Stowarzyszenia Konserwatorów Zabytków.
Od 1955 związał się z Politechniką Krakowską, w latach 1966–1971 był dziekanem Wydziału Architektury, w latach 1970–1977 kierownikiem Zakładu Historii Architektury Powszechnej Politechniki Krakowskiej.
Autor 66 publikacji naukowych i popularnonaukowych między innymi Zamek w Wiśniczu (1956), Wawel. Dzieje i konserwacja (1993).
Był mężem Marii z Bednarskich (1909–1994).
Zmarł w Krakowie, pochowany na cmentarzu parafialnym w Gdowie (sektor 1-1-55).

## Ordery i odznaczenia
- Krzyż Komandorski Orderu Odrodzenia Polski[5]
- Krzyż Oficerski Orderu Odrodzenia Polski (1969)[5]
- Medal 10-lecia Polski Ludowej (28 lutego 1955)[6]

## Nagrody i wyróżnienia
- Nagroda Państwowa II stopnia za osiągnięcia w pracach konserwatorskich, a w szczególności za wzbogacenie kultury polskiej odkryciem renesansowych krużganków i loggii na Zamku w Pieskowej Skale (1955)[7]
- tytuł honorowego obywatela Nowego Wiśnicza (1982)[8]
- Nagroda Zarządu Głównego SKZ za Książkę roku pt. Wawel. Dzieje i konserwacja (1994)[9]

## Upamiętnienie
- W Baranowie Sandomierskim (w pobliżu odnowionego zamku) znajduje się obelisk upamiętniający profesora Alfreda Majewskiego i skwer jego imienia[10][11].